# Ü

Ü أو ü هو حرف لاتيني يشبه في طريقة كتابته طريقة كتابة حرف U لكن بإضافة نقطتان في أعلى الحرف، يستعمل هذا الحرف لتغيير صوت حرف العلة U، ويكتب هذا الحرف بحسب نظام اليونيكود: U+00FC للحرف الكبير وU+00DC للحرف الصغير.

## اللغات التي تستعمل هذا الحرف
تستخدم العديد من اللغات هذا الحرف ضمن أبجدياتها ومنها: اللغة الألمانية، اللغة التركية، اللغة التركمانية، واللغة المجرية، بالإضافة إلى اللغات التترية المكتوبة بحروف لاتينية، حيث يمثل هذا الحرف صوت [y].